# Khách sạn Cecil (Los Angeles)
Khách sạn Cecil là một khu phức hợp nhà ở giá cả phải chăng ở trung tâm thành phố Los Angeles. Khách sạn mở cửa vào ngày 20 tháng 12 năm 1924 như một khách sạn bình dân. Năm 2011, khách sạn được đổi tên thành Stay On Main. Khách sạn cao 14 tầng, có 700 phòng nghỉ. Khách sạn có một lịch sử lâu đời, với nhiều vụ tự tử và giết người hàng loạt xảy ra. Việc cải tạo bắt đầu vào năm 2017 đã bị tạm dừng do đại dịch COVID-19, dẫn đến việc khách sạn tạm thời đóng cửa. Quá khứ đẫm máu của khách sạn đã trở thành nguồn cảm hứng cho nhiều bộ phim do liên quan tới hàng loạt những vụ án và cái chết bí ẩn. Khách sạn Cecil được xem là "khách sạn đen đủi nhất thế giới".

## Sự việc liên quan
Vụ tự tử đầu tiên được ghi nhận tại khách sạn Cecil xảy ra vào tối ngày 22 tháng 1 năm 1927, khi Percy Ormond Cook, 52 tuổi, tự bắn vào đầu mình khi ở trong phòng khách sạn của mình sau khi không hòa giải được với vợ và con. Tờ Los Angeles Times đưa tin rằng anh ta được đưa đến bệnh viện với cơ hội sống sót mong manh; hồ sơ tử vong cho thấy anh ta chết vào tối cùng ngày. Cái chết được báo cáo tiếp theo xảy ra vào năm 1931 khi một vị khách, WK Norton, chết trong phòng của anh ta sau khi uống thuốc độc. Trong suốt những năm 1940 và 1950, nhiều vụ tự tử đã xảy ra nhiều hơn tại Cecil. Năm 2008, hai cư dân lâu đời gọi Cecil là "Kẻ tự sát", và nó trở thành biệt danh phổ biến trên mạng xã hội nhiều năm sau đó. RoomSpook, một trang web theo dõi các trường hợp tử vong trong khách sạn, liệt kê có ít nhất 13 vụ tự tử đã xảy ra tại khách sạn.
Vào thập niên 1980, khách sạn Cecil trở thành nơi "đón tiếp" những tên sát nhân hàng loạt. Richard Ramirez tên giết người đã thuê phòng có giá 14 USD mỗi đêm để ở trong suốt thời gian giết hại các cô gái ở Los Angeles. Tại thời điểm bị bắt, Richard lấy đi mạng sống của 13 người. Hắn phi tang quần áo đẫm máu của nạn nhân trong thùng rác phía sau khách sạn mỗi lần thực hiện tội ác.
Năm 1991, tên sát nhân hàng loạt người Áo Jack Unterweger cũng trọ ở đây và giết 3 gái bán dâm để cướp tài sản. Hắn trói nạn nhân bằng áo lót của họ. Thời điểm bị bắt, kẻ giết người là phóng viên chuyên viết mảng tội phạm của một tạp chí ở Áo, được cử tới Los Angeles.
Vào năm 2013, khách sạn Cecil (sau đó được đổi tên thành "Stay on Main") đã trở thành tâm điểm chú ý khi cảnh quay giám sát của một sinh viên trẻ người Canada, Elisa Lam, có hành vi bất thường trong thang máy của khách sạn, đã lan truyền. Đoạn video mô tả cảnh Lam liên tục nhấn các nút của thang máy, ra vào thang máy và như thể cố trốn tránh ai đó. Đoạn video được ghi lại không lâu trước khi cô mất tích. Sau đó, thi thể của Elisa Lam được phát hiện trong bể chứa nước trên mái khách sạn, sau những lời phàn nàn của người dân về nước có mùi lạ và áp suất thấp. Làm thế nào mà Elisa Lam có thể vào được bể chứa nước đến nay vẫn còn là một bí ẩn. Do đó, cảnh sát phán quyết rằng hành vi bất thường của cô khi đi thang máy là do ảo giác gây ra, và cô đã tự mình bước xuống bể vì tin rằng mình đang gặp nguy hiểm. Cơ quan điều tra quận Los Angeles đã phán quyết cái chết của Elisa Lam là do chết đuối, với chứng rối loạn lưỡng cực.